# Frontera Catalunya-França
La Frontera Catalunya-França és la frontera que separa la Comunitat Autònoma de Catalunya i la República Francesa.
Els Pirineus Catalans són la frontera natural entre la Comunitat Autònoma de Catalunya i França. Aquesta frontera resta dividida en dues parts separades pel Principat d'Andorra. La primera part transcorre a la Vall d'Aran i el Pallars Sobirà. La segona part transcorre per la Cerdanya, el Ripollès i l'Alt Empordà, i suposa la frontera entre la Catalunya del Nord i la Catalunya del Sud.

## Catalunya del Nord
La frontera amb la Catalunya del Nord s'estableix arran de la separació d'aquesta part del Principat de Catalunya, a profit de França, en virtut del Tractat dels Pirineus, el 7 de novembre del 1659.

## Punts fronterers per vegueries

### Vegueria del Pirineu
| Nom                                                                                       | Carretera d'enllaç                                                      |
| ----------------------------------------------------------------------------------------- | ----------------------------------------------------------------------- |
| Bossòst-Sent-Memet i Banhèras-de-Luishon                                                  | N-141 D618                                                              |
| Fos-Bausen (Pont de Rei)                                                                  | N-230 N125                                                              |
| Camí de La Vinyola (Puigcerdà) - Enveig                                                   | Via local (Puigcerdà) - D-34 (França)                                   |
| Puigcerdà - Enveig                                                                        | Línia d'Alta Velocitat Perpinyà-Figueres                                |
| Puigcerdà - Camping L'Aiglon, despoblats de Les Arses i Pla del Mas (Ur) (pont de Llívia) | N-152 - D68                                                             |
| Llivia - Despoblats de La Joncassa i La Prada de Càldegues (Ur)                           | N-152 - D68                                                             |
| Llivia - Estavar (pont romà d'Estauja)                                                    | Via local (Llívia)                                                      |
| Puigcerdà - Llívia                                                                        | Avinguda dels Països Catalans (Puigcerdà), Carretera de Llívia (França) |
| Gorguja (Llívia) - Ro (Sallagosa)                                                         | N-154 D33C                                                              |
| Puigcerdà - La Guingueta d'Ix                                                             | N-152 N20 E-9                                                           |
| Age - Palau de Cerdanya (Oceja)                                                           | GIV-4037 D70a                                                           |
| Molló - Prats de Molló (coll d'Ares)                                                      | C-38 D115                                                               |

### Vegueria de Girona
| Nom                                                     | Carretera                                |
| ------------------------------------------------------- | ---------------------------------------- |
| Tapis (Maçanet de Cabrenys) - Costoja (pas de Riumajor) | GI-505 D3                                |
| La Vajol - Morellàs i les Illes (coll de Manrella)      | GI-505 D13                               |
| La Jonquera (Els Límits) - El Pertús                    | Línia d'Alta Velocitat Perpinyà-Figueres |
| La Jonquera (Els Límits) - El Pertús                    | N-II N9                                  |
| La Jonquera (Els Límits) - El Pertús                    | AP-7 A9 E-9                              |
| Espolla - Banyuls (coll de Banyuls)                     | Via local (Espolla)                      |
| Portbou - Cervera de la Marenda (coll dels Belitres)    | N-260 N114                               |
| Portbou - Cervera de la Marenda                         | Ferrocarril convencional                 |